# Dactylostalix ringens
Dactylostalix ringens är en orkidéart som beskrevs av Heinrich Gustav Reichenbach. Dactylostalix ringens ingår i släktet Dactylostalix, och familjen orkidéer. Inga underarter finns listade i Catalogue of Life.

## Bildgalleri

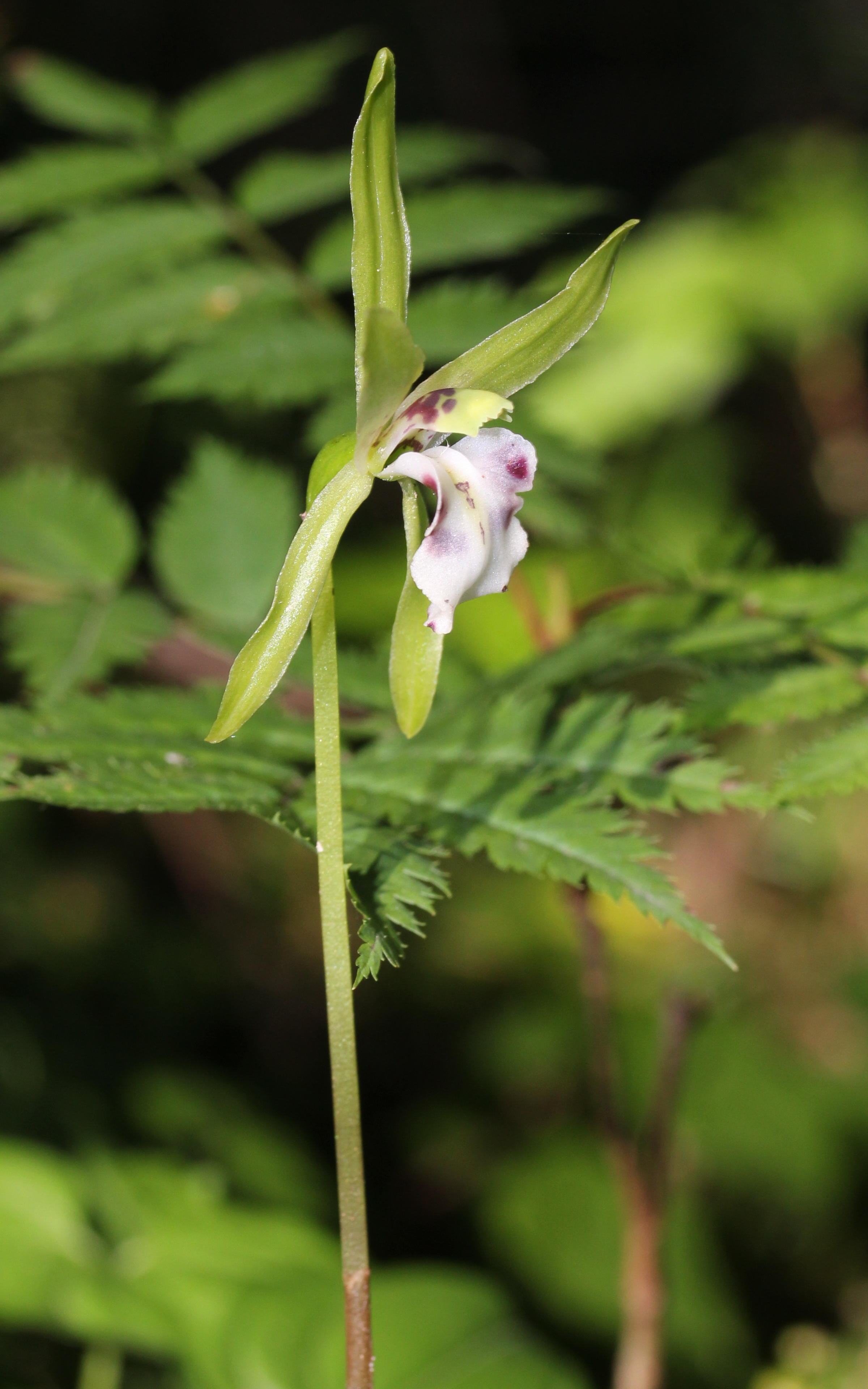
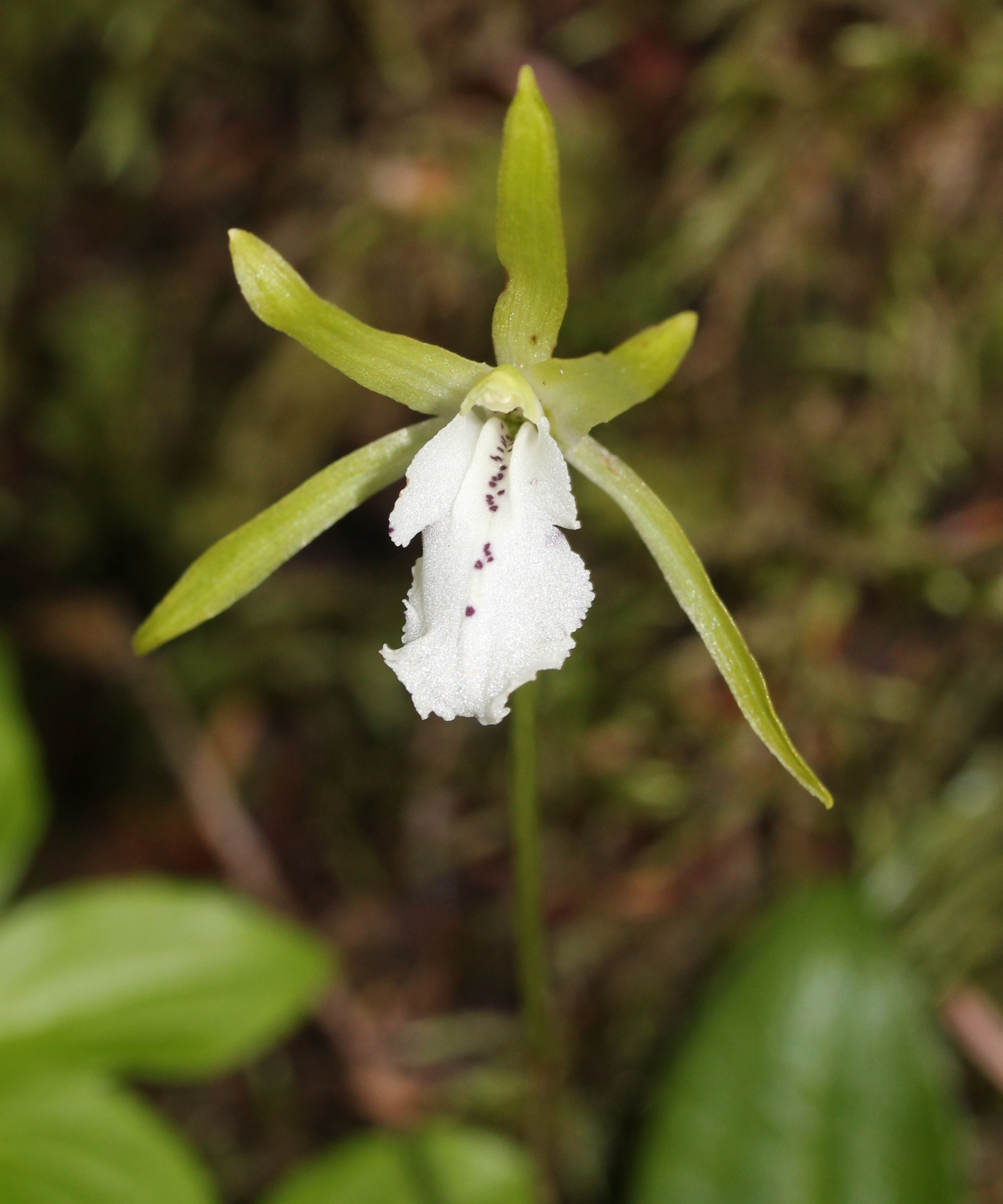
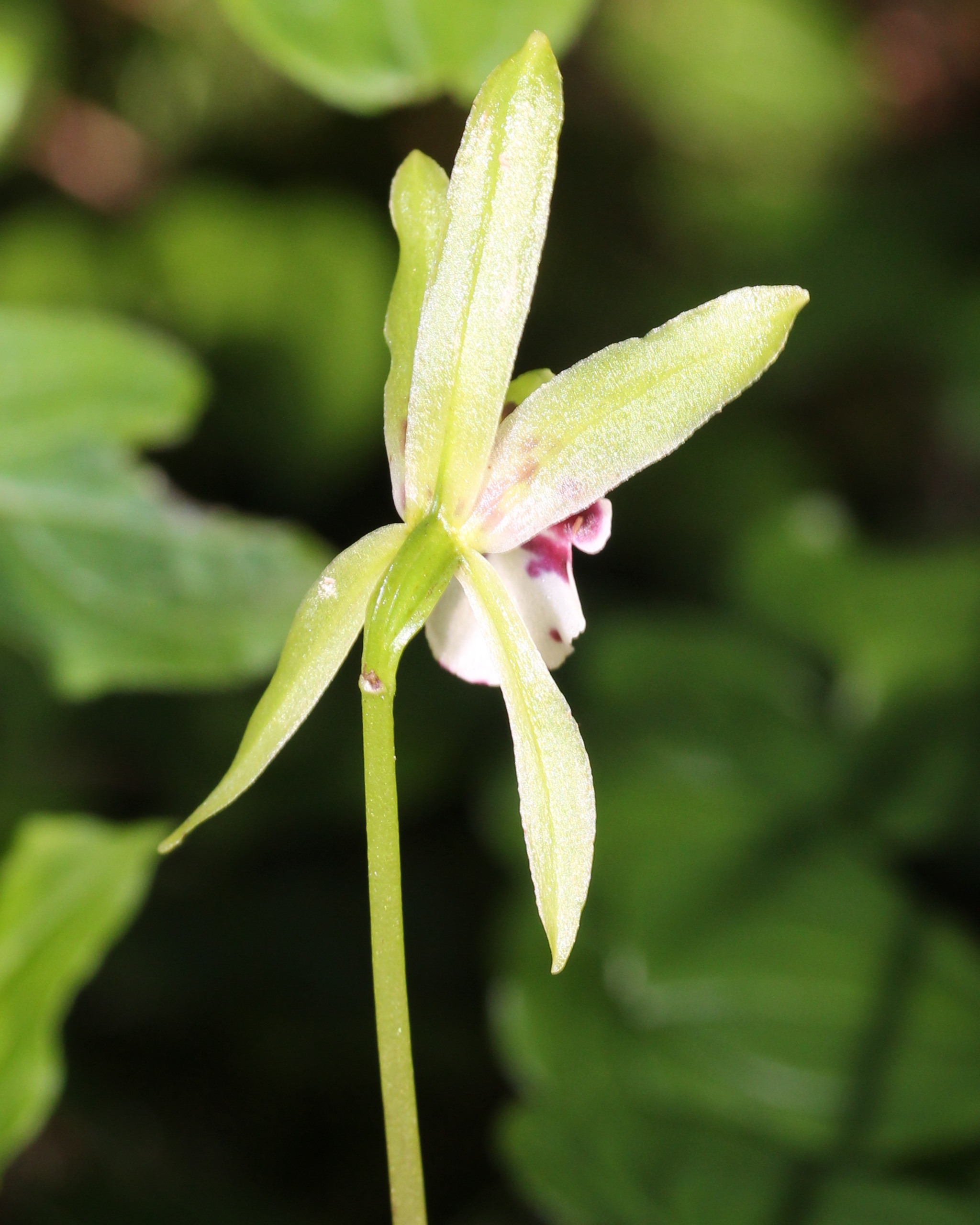
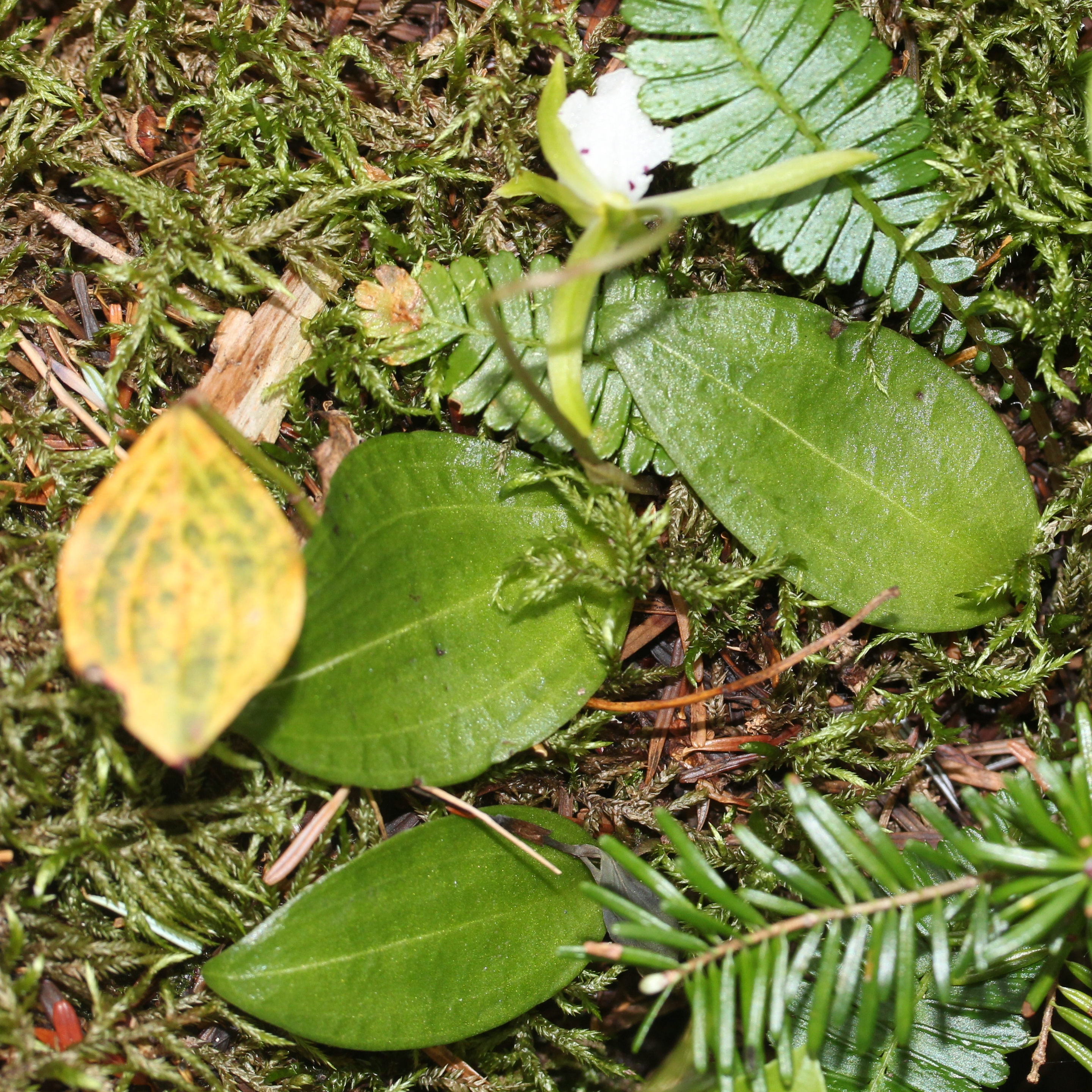
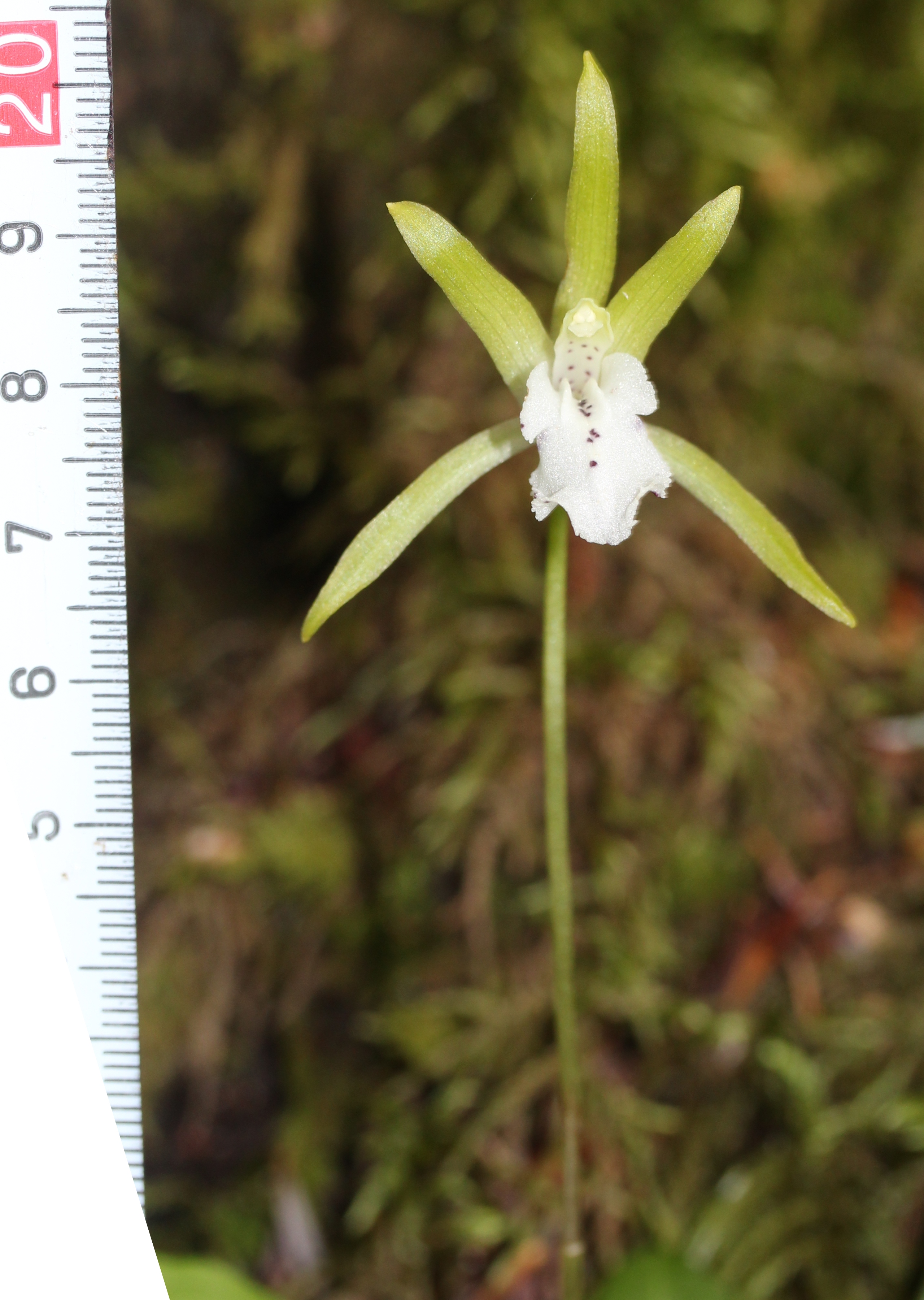